# Wally Rose
Wally Rose (Oakland, 2 oktober 1913 – Walnut Creek, 12 januari 1997) was een Amerikaanse jazzpianist, die ragtime speelde.

## Biografie
Rose, die overwegend in Honolulu opgroeide, kreeg les van verschillende leraressen in Californië. Vanaf het begin van de jaren 30 werkte hij in verschillende dansorkesten en op schepen. In 1938 was hij lid van de band van Harry Barris, daarna was hij van 1939 tot 1950 (met een onderbreking vanwege zijn diensttijd) in San Francisco de pianist van Lu Watters' legendarische Yerba Buena Jazz Band. Rose's opname van George Botsford's Black and White Rag (Jazz Man Record No. 1, 1942) was het begin van de ragtime-revival. 
Rose werkte daarna in de bands van Bob Scobey (1951) en Turk Murphy (1952–54), om de rest van zijn loopbaan als solist actief te zijn. Hij trad op tijdens het Newport Jazz Festival (1973), het Ragtime Festival in Sedalia, het Saint Louis Ragtime Festival en het Breda Jazz Festival (1978).

## Discografie (selectie)
- Ragtime Piano Masterpieces (Columbia Records, 1953)
- Wally Rose (Good Time Jazz, 1953)
- Cake Walk to Lindy Hop (Columbia Records, 1955)
- Ragtime Classics (Good Time Jazz, 1958)
- Whippin' The Keys (Blackbird, 1971)
- Revisited (Stomp Off, 1982)